# رمی اودین
رمی اودین (انگلیسی: Rémi Oudin؛ زادهٔ ۱۸ نوامبر ۱۹۹۶) بازیکن فوتبال اهل فرانسه است.
از باشگاه‌هایی که در آن بازی کرده‌است می‌توان به باشگاه فوتبال متس اشاره کرد.